# دالة ليوفيل
دالة ليوفيل، والتي عادة ما يرمز إليها ب (λ(n، سميت هكذا نسبة لعالم الرياضيات جوزيف ليوفيل.

## متسلسلات
تعطي متسلسلة دركليه بالنسبة لدالة ليوفيل دالة زيتا لريمان كما يلي :
{\displaystyle {\frac {\zeta (2s)}{\zeta (s)}}=\sum _{n=1}^{\infty }{\frac {\lambda (n)}{n^{s}}}.}